# Elaeocarpus alnifolius
Elaeocarpus alnifolius är en tvåhjärtbladig växtart som beskrevs av John Gilbert Baker. Elaeocarpus alnifolius ingår i släktet Elaeocarpus och familjen Elaeocarpaceae. Inga underarter finns listade i Catalogue of Life.